# Drew Wrigley
Drew Howard Wrigley, född 10 oktober 1965 i Bismarck i North Dakota, är en amerikansk republikansk politiker. Han var North Dakotas viceguvernör 2010–2016.
Wrigley tjänstgjorde som federal åklagare 2001–2009. Viceguvernör Jack Dalrymple avgick 2010 för att efterträda John Hoeven som guvernör. Dalrymple utnämnde sedan Wrigley till sin efterträdare som viceguvernör. Dalrymple meddelade att han inte ställer upp i guvernörsvalet 2016 och Wrigley var en tilltänkt kandidat. Efter att en otrohetsaffär hade avslöjats meddelade Wrigley att han avstår från att kandidera i guvernörsvalet.